# Сорренто (Флорида)
Сорренто (англ. Sorrento) — переписна місцевість (CDP) в США, в окрузі Лейк штату Флорида. Населення — 845 осіб (2020).

## Географія
Сорренто розташоване за координатами 28°48′32″ пн. ш. 81°33′49″ зх. д. / 28.80889° пн. ш. 81.56361° зх. д. (28.808919, -81.563675).  За даними Бюро перепису населення США в 2010 році переписна місцевість мала площу 3,26 км², з яких 3,21 км² — суходіл та 0,05 км² — водойми.

## Демографія
Згідно з переписом 2010 року, у переписній місцевості мешкала 861 особа в 276 домогосподарствах у складі 198 родин. Густота населення становила 264 особи/км².  Було 318 помешкань (98/км²).
Расовий склад населення:
| - 76,4 % — білих - 11,8 % — корінних американців - 2,4 % — чорних або афроамериканців - 0,2 % — азіатів - 6,2 % — осіб інших рас |

До двох чи більше рас належало 2,9 %. Частка іспаномовних становила 30,4 % від усіх жителів.
За віковим діапазоном населення розподілялося таким чином: 26,8 % — особи молодші 18 років, 62,7 % — особи у віці 18—64 років, 10,5 % — особи у віці 65 років та старші. Медіана віку мешканця становила 33,7 року. На 100 осіб жіночої статі у переписній місцевості припадало 107,5 чоловіків;  на 100 жінок у віці від 18 років та старших — 99,4 чоловіків також старших 18 років.
Середній дохід на одне домашнє господарство  становив 51 960 доларів США (медіана — 41 592), а середній дохід на одну сім'ю — 51 202 долари (медіана — 41 475). За межею бідності перебувало 3,7 % осіб, у тому числі 0,0 % дітей у віці до 18 років та 100,0 % осіб у віці 65 років та старших.
Цивільне працевлаштоване населення становило 347 осіб. Основні галузі зайнятості: виробництво — 46,4 %, роздрібна торгівля — 40,1 %, оптова торгівля — 9,2 %, науковці, спеціалісти, менеджери — 2,3 %.